# Краснопёрый пагель
Краснопёрый пагель, или розовый пагелюс (лат. Pagellus bogaraveo) — вид морских лучепёрых рыб из семейства спаровых.
Вид достигает в длину в среднем 30 см, максимальная длина — до 70 см. При длине 25 см рыбы становятся половозрелыми. Максимальная масса до 5 кг, максимальная продолжительность жизни 15 лет. Тело высокое, сжатое с боков, розоватого цвета без полос.
Вид распространён в восточной Атлантике от Норвегии и Гибралтара до Мавритании, Мадейры, Канарских островов и западной части Средиземного моря, также отмечен у Исландии. Обитает на глубине от 150 до 400 метров, реже 700 метров, чаще встречается выше отметки 300 метров. Молодые особи держатся вблизи побережья. Всеядны, питаются прежде всего червями, моллюсками, мелкими рыбами и ракообразными. 
Гермафродиты. Сперва созревают мужские половые органы, а затем при длине тела 20—30 см — женские.
Объект промысла и важная составляющая средиземноморской кухни. 